# قمع الهرمل
قمع الهرمل هو هرم يقع على 6 كيلومتر (3.7 ميل) جنوب الهرمل في محافظة بعلبك الهرمل، لبنان.
يعتقد بأنه يعود إلى القرن الأول أو الثاني قبل الميلاد بسبب أوجه التشابه مع الهندسة المعمارية للمقابر البرجية في أواخر العصر السلوقي في تدمر في سوريا،  وقد اعتبر وليام مكلور طومسون ‏ بأنه عبارة عن بناء يوناني قديم، لكن قلة النقوش حيرته لأنه يعتقد أن الإغريق القدماء "جيل خربشة".
يقع الهرم على قمة تل مرئي بوضوح من مسافة بعيدة وقد تم إغلاقه بالسياج لمنع حدوث إضرار به،  وذلك لم يمنع السكان المحليين من تخريب النصب التذكاري في الفترة 2000-2018، حيث تم تغطية جميع الوجوه الأربعة للقاعدة بالأشكال الجرافيتيه ولم تتخذ السلطات أي تدابير جادة لحفظه.

## الراعي العصر الحجري الحديث الأثري

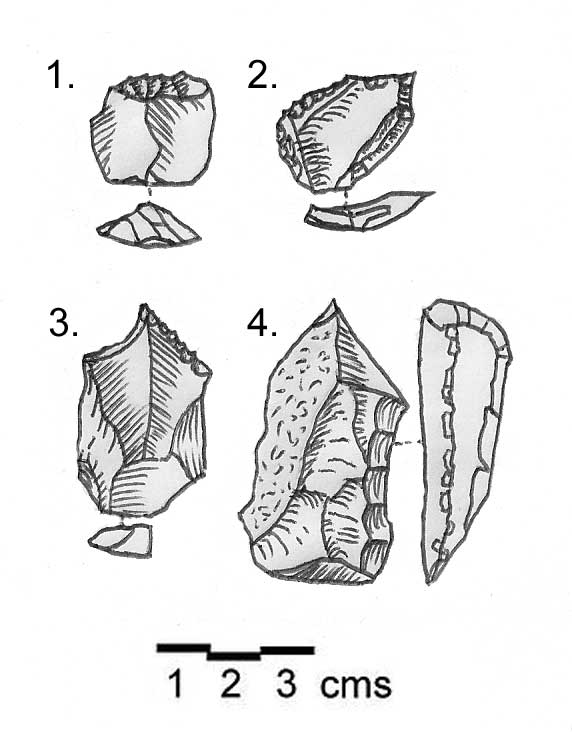
أدوات الراعي من العصر الحجري الحديث من الصوان المكتشفة في كموه الهرمل 1. نهاية مكشطة على تقشر. 2. مكشطة عرضية وخرزانية على شريحة رقيقة. 3. حفار على شفرة تقشر. 4. بورين مع حافة العمل واسعة على تقشر الثقيلة. كل ما في مات البني فلينت.

عثر على أدلة عن موقع الراعي من العصر الحجري الحديث الأثري في المنطقة المحيطة بالنصب جنوب وغرب التل، وصُنعت مجموعة من أدوات الصوان المستخدمة خلال ثورة العصر الحجري الحديث بواسطة لورين كوبلاند وفرانك سكيلز في 1965،  وشملت المواد المستردة بأعقاب الشفرة ذات حواف أو فتحات التجريف والحفارات والنوى (واحدة بحافة مزدوجة) ورقائق صغيرة. وكانت بعض قطع bifacial غامضة، وكانت الصوان المكتشفة بلون رمادي أو بني اللون مع وجود فناء لامع.

## روابط خارجية
- هرمل الهرم على Wikimapia.org
- كاموح الهرمل فيديو على يوتيوب
- al-hermel.org (باللغة العربية) نسخة محفوظة 13 نوفمبر 2010 على موقع واي باك مشين.
- هرمل هرم على موقع Discoverlebanon.com
- قلعة الهرمل على travellingluck.com
- قمع الهرمل على الموقع الجغرافي
- صور قمو الهرمل على موقع[وصلة مكسورة]